# Geodia distincta
Espèce
Geodia distincta est une espèce d'éponges de la famille des Geodiidae, présente dans la mer de Java en particulier et plus largement dans les eaux indonésiennes.

## Taxonomie
L'espèce est décrite par Nils Gustaf Lindgren en 1897.
La localité type se situe à proximité des côtes de l'île de Java.